# Región Benishangul-Gumaz
La región de Benishangul-Gumaz, también conocida como Benshangul/Gumuz, es una de las diez divisiones étnicas (kililoch) de Etiopía. Antes de la reorganización administrativa de 1995 esta zona se conocía como región 6. Su capital es Asosa.

## Demografía
En la región de Benishangul-Gumuz habitan grupos étnicos pertenecientes a la familia lingüística nilo-sahariana (bertha o berta, gumuz, komo y mao), cushítica (oromo y agaw), semítica (amhara) y omótica (sinasha o gonga y mao). Las comunidades nilo-saharianas practican una agricultura de roza y quema, frente a sus vecinos cuchíticos y semíticos (llegados más recientemente a la región) que poseen una economía basada en la agricultura intensiva.
Los Bertha son la etnia mayoritaria en la región, con cerca de 300 000 individuos, que viven al sur del Nilo Azul en la zona de Benishangul. Originalmente provienen de Sudán, donde formarían parte del conglomerado de pueblos denominado el reino de Funj. Debieron llegar a Etiopía a fines del siglo XVII o inicios del XVIII. Actualmente este grupo es mayoritariamente musulmán, debido a la influencia islámica desde el vecino Sudán. Los Gumuz son el segundo grupo en términos demográficos y viven en la zona de Metekel, al norte del Nilo Azul, y en la zona de Kamashi, que incluye el valle del Nilo y el Didessa, afluente del primero por el sur. Los Gumuz continúan practicando en gran medida religiones tradicionales. Tanto los Berta como los Gumuz han sufrido tradicionalmente razzias esclavistas por parte de sus vecinos sudaneses y abisinos. A fines del siglo XIX e inicios del XX, jefes locales, como Sheikh Khoyele y Hamdan Abu Shok, participaron activamente en la esclavización de su pueblo —Berta y Gumuz respectivamente. Por lo que respecta a los Komo y Mao, éstas son pequeñas comunidades heterogéneas, que hablan lenguas diversas y deben tener, en consecuencia, orígenes históricos igualmente diversos. Posiblemente su situación actual se deba a la presión de los oromo desde el siglo XVIII y las razzias esclavistas de sus vecinos sudaneses y oromo.

### Religión
En cuanto a la religión, el 44,7% son cristianos ortodoxos etíopes, el 33,3% musulmanes, el 13,53% cristianos protestantes de diversos grupos y el 7,09% practican creencias tradicionales. Tenía una población proyectada de 1 127 001 habitantes para 2018.

## Partidos políticos
En el gobierno del estado participan el Partido de la Unidad Democrática del Pueblo Benshangul del Noroeste de Etiopía, el Partido de la Unidad Democrática del Pueblo Benishangul del Occidente de Etiopía y el Frente de Unidad Democrática Popular Benishangul-Gumuz.
El Movimiento de Liberación del Pueblo Benishangul era un grupo nacionalista que fue armado y entrenado en 1991/92 para combatir al Frente de Liberación Oromo. Una vez conseguido el objetivo el propio gobierno fomento un conflicto interno en la organización que no tenía suficientemente controlada. El conflicto sirvió de pretexto para el ataque y la dispersión del grupo con la muerte de varios comandantes, y la huida de otros a Sudán. En la actualidad se han creado dos organizaciones: una nacionalista y otra vinculada al régimen (la Organización Democrática Benishangul).

## Subdivisiones administrativas
- Zona Asosa
- Zona Kamashi
- Zona Metekel
- Mao Komo (woreda especial)
- Pawe (woreda especial)